# Северо-Восточная компания
Северо-Восточная компания — русское меховое торговое предприятие (компания), первоначально основанное в Иркутске предпринимателями Григорием Шелиховым и Иваном Голиковым в 1783 году (по другим данным в 1781 году и с двумя купцами Голиковыми) для пушного промысла на Алеутских островах и у берегов Северной Америки. Главное селение Северо-Восточной компании в Америке находилось на острове Кадьяк в Трехсвятительской гавани.
Данная компания была одной из нескольких, которые сформировались в Восточной Сибири в 1780-х годах. Указом российского императора Павла I 8 июля (19 июля) июля по новому стилю) 1799 года Северо-Восточная компания была преобразована в Российско-американскую компанию.

## Руководители
| № п/п | Имя                             | Период    |
| ----- | ------------------------------- | --------- |
| 1     | Шелихов, Григорий Иванович      | 1783-1786 |
| 2     | Самойлов, Константин Алексеевич | 1786-1787 |
| 3     | Деларов, Евстратий Иванович     | 1787-1791 |
| 4     | Баранов, Александр Андреевич    | 1791-1799 |
| 5     | Роганов, Сергей Борисович       | 1793-1796 |